# Strobilanthes mekongensis
Strobilanthes mekongensis är en akantusväxtart som beskrevs av W. W. Smith. Strobilanthes mekongensis ingår i släktet Strobilanthes och familjen akantusväxter. Inga underarter finns listade i Catalogue of Life.